# Uroptychus australis
Uroptychus australis is een tienpotigensoort uit de familie van de Chirostylidae. De wetenschappelijke naam van de soort is voor het eerst geldig gepubliceerd in 1885 door Henderson.